# Пежо 2008
Пежо 2008 (фр. Peugeot 2008) градски је кросовер који производи француска фабрика аутомобила Пежо од 2013. године, тренутно у другој генерацији.

## Историјат

### Прва генерација (2013−2019)
Званично је представљен на салону аутомобила у Женеви марта 2013. године. Годину дана раније представљен је као концептно возило на салонима у Пекингу и Паризу. Заснован је на ПСА ПФ1 платформи као Пежо 208, Ситроен Ц4 кактус, Ситроен Ц3 треће генерације и Опел кросленд икс. Долази као замена за модел 1007 и 207 у караван верзији.
Стварајући модел 2008, Пежо је искористио своја ранија искуства са модела 208 и већим кросовером 3008 у изградњи иновативног кросовер возила из Б сегмента. Унутрашњост је готово пресликана са 208, инструмент табла је подигнута у висини очију омогућавајући поглед на таблу преко малог волана спортског изгледа, затим на врху централне конзоле налази се седмо-инчни екран осетљив на додир.
На европским тестовима судара, Пежо 2008 је 2013. године добио максималних пет звездица за безбедност.
Ревидирана верзија је представљена на салону у Женеви 2016. године. Стилске промене су минималне, најупечатљивија је нова предња маска на којој се налази амблем марке, раније се амблем налазио на врху хаубе. Добио је и додатну заштиту на доњим деловима каросерије, тако да су пластични елементи постављени на лукове блатобрана изнад точкова.

#### Мотори
Доступан је са петостепеним и шестостепеним мануелним мењачем, као и са аутоматским од четири и шест степени преноса. Нема погон на свим точковима, у понуди је само опција са предњим погоном. Мотори који се уграђују су, бензински од 1.2 (82, 100, 110 и 130 КС), 1.6 (120 КС) и дизел-мотори од 1.4 HDI (68 КС), 1.6 BlueHDi (120 КС), 1.6 e-HDI (92 и 115 КС), 1.6 BlueHD (75, 100 и 120 КС).

#### Галерија
- пре редизајна
- пре редизајна
- унутрашњост
- редизајн

### Друга генерација (2019−)
Пежо је званично најавио другу генерацију 19. јуна 2019. године, засновану на ПСА-овој новој заједничкој модуларној платформи (CMP EMP1), коју дели са другим моделима ПСА групе, као што су ДС 3 кросбак и Опел корса Ф. Дизајнерски се потпуно разликује од претходника, а значајна новина је увођење електричне верзије.
Пежо 2008 II дизајнерски је усклађен са најновијом генерацијом модела овог произвођача, што значи да има препознатљиву маску хладњака и специфичне лед фарове на које се надовезују дневна лед светла која представљају стилизоване лавље очњаке. Значајно је дужи од претходне генерације (за 14 цм), а повећано је и међуосовинско растојање. Путничка кабина је комфорнија, нарочито за особе на задњим седиштима које су добиле више простора за ноге и главу, а незнатно је повећана и запремина пртљажног простора, која износи 434 литра. Унутрашњости подсећа на ентеријер Пежоа 208 II, а у понуди су четири пакета опреме: Active, Allure, GT Line и GT.
Захваљујући новој платформи тежина возила је смањена коришћењем лакших материјала високих перформанси, а самим тим и емисију CO2. 2008-ица пружа и бољу аеродинамику, чиме се такође смањила емисија угљен-диоксида, а побољшана је и акустична изолација на каросерији и редуковане вибрације коришћењем акрилних материјала у поду. Поседује најсавременије активне и пасивне системе за помоћ у вожњи који су до сада били резервисани за моделе вишег сегмента, тако да их сада у понуди има укупно једанаест.

#### Мотори
| Модел        | Тип мотора      | Запремина       | Снага           | Момент      | 0–100 km/h | Брзина   |
| Бензин       | Бензин          | Бензин          | Бензин          | Бензин      | Бензин     | Бензин   |
| ------------ | --------------- | --------------- | --------------- | ----------- | ---------- | -------- |
| PureTech 100 | R3              | 1199 cm³        | 75 kW (101 КС)  | 205 Nm/1750 | 10,9 сек.  | 188 km/h |
| PureTech 130 | R3              | 1199 cm³        | 96 kW (129 КС)  | 230 Nm/1750 | 8,9 сек.   | 196 km/h |
| PureTech 155 | R3              | 1199 cm³        | 114 kW (153 КС) | 240 Nm/1750 | 8,2 сек.   | 208 km/h |
| Дизел        |                 |                 |                 |             |            |          |
| BlueHDi 100  | R4              | 1499 cm³        | 74 kW (99 КС)   | 250 Nm/1750 | 11,4 сек.  | 180 km/h |
| BlueHDi 100  | R4              | 1499 cm³        | 75 kW (101 КС)  | 250 Nm/1750 | 11,4 сек.  | 185 km/h |
| BlueHDi 130  | R4              | 1499 cm³        | 96 kW (129 КС)  | 300 Nm/1750 | 9,3 сек.   | 195 km/h |
| Електромотор |                 |                 |                 |             |            |          |
| e-2008       | Батерија 50 kWh | Батерија 50 kWh | 100 kW (130 КС) | 150 km/h    | 9,0 сек.   | 150 km/h |